# Julius Steup
Julius Steup (* 26. Oktober 1847 in Leichlingen (Rheinland); † 10. Januar 1925 in Freiburg im Breisgau) war ein deutscher Bibliothekar und Altphilologe.
Julius Steup war der Sohn von Georg Ludwig Steup (1817–1895) und dessen zweiter Frau Hermine, geborene Erbschloe. Nach dem Besuch des Friedrich-Wilhelm-Gymnasiums in Köln und dem Abitur 1864 begann er das Studium der Klassischen Philologie an der Universität Göttingen, wo er unter anderem bei Ernst Curtius, Ernst von Leutsch und Hermann Sauppe hörte. Im Jahr 1866 wechselte Steup an die Universität Bonn und setzte sein Philologiestudium, drei Jahre nach dem Bonner Philologenstreit, bei Hermann Usener und Otto Jahn, den Vertretern der Bonner Schule der Klassischen Philologie, sowie Jacob Bernays fort. Zudem hörte er Alte Geschichte bei Heinrich von Sybel, einem der Begründer der modernen Geschichtswissenschaft, und Arnold Dietrich Schaefer, außerdem Epigraphik bei dem damals als Privatdozent in Bonn wirkenden Heinrich Nissen. 
Nach der Promotion über Quaestiones Thucydideae in Bonn 1868 und dem Staatsexamen 1869 arbeitete er zunächst als Gymnasiallehrer. Im Juli 1870 trat er als Kustos in den Dienst der Universitätsbibliothek Jena. Von 1872 bis zu seinem Ruhestand 1912 leitete er die Universitätsbibliothek Freiburg, zunächst mit dem Titel eines Vorstandes, ab 1873 als Oberbibliothekar, ab 1911 als Direktor.
1883 wurde er Honorarprofessor an der Universität Freiburg, 1908 ordentlicher Honorarprofessor. 1902 erhielt er den Titel Hofrat, 1906 den eines Geheimen Hofrates.
Als Bibliothekar erneuerte er den alphabetischen und systematischen Katalog der Universitätsbibliothek Freiburg und verbesserte die Benutzungsmöglichkeiten. Während seiner Amtszeit entstand der Neubau der Bibliothek von dem Architekten Carl Schäfer, der 1903 bezogen werden konnte. Als Altphilologe beschäftigte er sich insbesondere mit Thukydides, dessen acht Bücher umfassendes Werk er in Nachfolge von Johannes Classen in einer bis heute immer wieder aufgelegten Ausgabe herausgab.

## Publikationen (Auswahl)
- Quaestiones Thucydideae. Georgi, Bonn 1868 (Digitalisat)
- De Probis grammaticis. Frommann, Jena 1871.
- Thukydideische Studien. Band 1. Mohr, Freiburg im Breisgau 1881.
- Thukydideische Studien. Band 2. Mohr, Freiburg im Breisgau 1886.